# رغل صغير السداة
الرغل صغير السداة (باللاتينية: Atriplex micrantha) نوع نباتي يتبع جنس الرغل من الفصيلة القطيفية.

## الموئل والانتشار
موطنها بلاد الشام وتركيا والقوقاز وبعض مناطق شرق أوروبا.

## مرادفات للاسم العلمي
- (باللاتينية: Atriplex heterosperma)